# Домнино (Костромская область)
До́мнино — село в Сусанинском районе Костромской области России. Входит в состав Сокиринского сельского поселения.
В селе жил Иван Сусанин — русский национальный герой, прославившийся спасением царя Михаила Фёдоровича от польско-литовского отряда во время польской интервенции в период Смутного времени.

## География
Деревня расположена в западной части Костромской области, в подзоне южной тайги, при реке Шачи.

### Климат
Климат характеризуется как умеренно континентальный, с продолжительной холодной зимой и коротким сравнительно тёплым летом. Среднегодовая температура воздуха — 2,6 °C. Средняя температура воздуха самого холодного месяца (января) — −12 °C; самого тёплого месяца (июля) — 18 °C. Продолжительность периода активной вегетации растений (выше 10 °C) составляет примерно 127 дней. Годовое количество атмосферных осадков — 610 мм, из которых большая часть выпадает в тёплый период.

## История
Село Домнино было родовой вотчиной бояр Шестовых — предков по материнской линии Михаила Фёдоровича Романова, взошедшего на русский престол в 1613 году.
Всего к вотчине относилось два села и 37 деревень Боярский двор находился в Домнино. Здесь в 1636 году была построена деревянная шатровая Воскресенская церковь. В 1831 году церковь была разобрана из-за ветхости. В 1817 году была возведена каменная Успенская церковь с колокольней. Церковь была построена на том месте, где по преданию стоял дом К. И. Романовой (в постриге — старицы Марфы Иоанновны) — матери царя Михаила Федоровича Романова.

## Население
| 2008 | 2010 | 2014 |
| ---- | ---- | ---- |
| 51   | ↘38  | ↗51  |

## Инфраструктура
Личное подсобное хозяйство с зоной сельскохозяйственного использования, индивидуальная застройка усадебного типа.
Туризм.

## Транспорт
Автобусное сообщение до райцентра, посёлка городского типа Сусанино. Остановка общественного транспорта «Домнино».